# اورینت بی، سن مارتن
اورینت بی (انگلیسی: Orient Bay؛ ‏فرانسوی: Baie-Orientale‎) یک منطقه ساحلی مسکونی در سن مارتن فرانسه در دریای کارائیب است. تا سال ۱۹۸۵ این منطقه توسعه‌نیافته بود. این جزیره در سال ۱۹۹۵ توسط توفند لوئیس آسیب دید که به سرعت بازسازی شد. این جزیره همچنین در سال ۲۰۱۷ متحمل خسارات قابل توجهی شد که ناشی از توفند ایرما بود و روند بازسازی آن به کندی پیش می‌رود.
ساحل اورینت بی به محبوب‌ترین مکان این جزیره تبدیل شده‌است. بخشی از ساحل در انتهای جنوبی آن، محل شنا و تفریح برهنه‌گراها است.